# ريولوناتو
ريولوناتو (بالإيطالية: Riolunato)‏ هي بلدية في مقاطعة مودينا في إقليم إميليا رومانيا الإيطالي.

## السكان
في سنة 1861 بلغ عدد السكان 1٬537 نسمة، وتطور العدد ليصل في سنة 2011 لـ 759 نسمة.
يظهر هذا المخطط البياني تطور النمو السكاني لـ ريولوناتو

## توأمة
لريولوناتو اتفاقيات توأمة مع:
- توشهافن